# Guapo
Guapo — британская группа, сочетающая в своей музыке прогрессивный, арт- и экспериментальный рок, образованная в 1994 году. Guapo продолжает традиции французской группы Magma, бельгийской Univers Zéro и английской Henry Cow. В основной состав группы входят барабанщик и перкуссионист Дейв Смит (Dave Smith), мультиинстументалист Дэниэл О’Салливан (Daniel O’Sullivan), гитарист Кавус Тораби (Kavus Torabi) и басист Джеймс Седвардс (James Sedwards). Группа участвует в движении Rock in Opposition. Для музыки коллектива характерно сочетание эмбиентного атмосферного звучания и крайне напористой подачи с опорой на динамичные и агрессивные гитарные пассажи, постоянно варьирующийся темп и использование множества духовых инструментов наподобие глокеншпиля и свирели, а альбомы зачастую представляют собой многочастные сюиты ("Five Suns", "Black Oni", "Obscure Knowledge"). Большинство историй, лежащих в основе концептуальных записей группы, придумывает и прорабатывает барабанщик Дейв Смит.

## Дискография
- Towers Open Fire (LP; 1997; Power Tool)
- Hirohito (LP; 1998; Pandemonium)
- Death Seed (LP; 2000; Freeland)
- Great Sage, Equal of Heaven (LP; 2001; Pandemonium/Tumult)
- Five Suns (LP; 2004; Cuneiform Records)
- Black Oni (LP; 2005; Ipecac Recordings)
- Twisted Steams (EP; 2006; Aurora Borealis)
- Elixirs (LP; 2008; Neurot Recordings)
- History Of The Visitation (CD + DVD; 2013; Cuneiform Records)
- Obscure Knowledge (CD + DVD; 2015; Cuneiform Records)